# Turistická značená trasa 8856

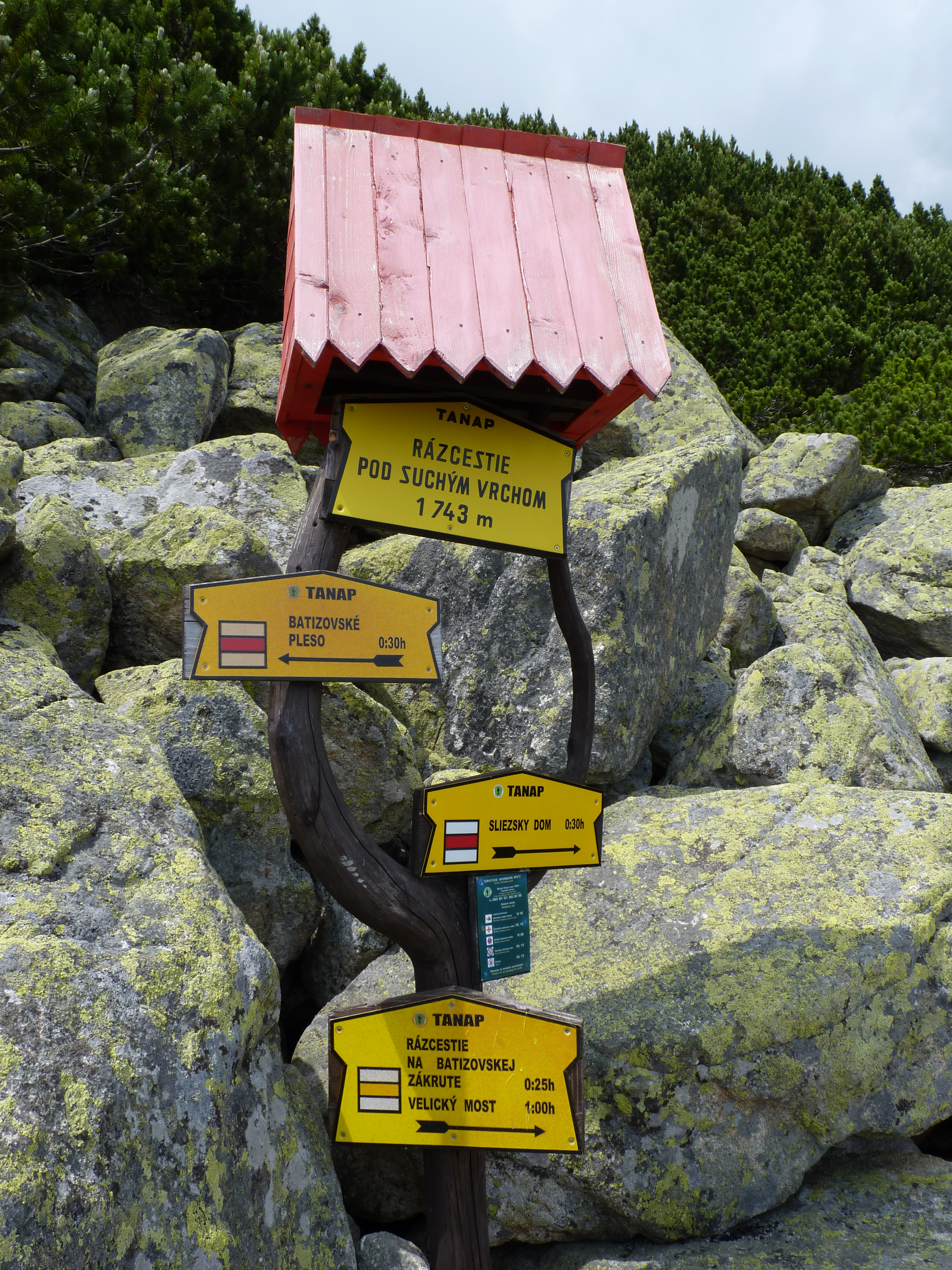
Rozcestí pod Suchým vrchom (Velická dolina)

 Turistická značená trasa 8856 je žlutá značka ve Vysokých Tatrách na Slovensku určená pro pěší turistiku, která vede od rozcestí na Velickém mostě v údolí Velického potoka k Tatranské magistrále pod Suchým vrchem. Z Velického mostu po odbočku na Batizovskej zákrute vede souběžně s cyklotrasou 2865.

## Přístupnost
Přístup veřejnosti je možný po celý rok.

## Popis trasy
| vzdálenost km | čas hod | nadmořská výška | místo                  | souběžné trasy    | navazující trasy | směr navazujících tras |
| ------------- | ------- | --------------- | ---------------------- | ----------------- | ---------------- | ---------------------- |
| 0,0           | 0:00    | 1 305           | na Velickom moste      | cyklotrasa 2865   | 5806             | ↑Sliezsky dom          |
| 0,0           | 0:00    | 1 305           | na Velickom moste      | cyklotrasa 2865   | 5806             | ↓Tatranská Polianka    |
| 0,0           | 0:00    | 1 305           | na Velickom moste      | cyklotrasa 2865   | cyklotrasa 2865  | ↓Tatranská Polianka    |
| —             | —       | 1 500           | na Batizovskej zákrute | cyklotrasa 2865   | cyklotrasa 2865  | ↑Sliezsky dom          |
| —             | —       | 1 600           | Hromadná voda          |                   |                  |                        |
| 3,8           | 1:25    | 1 700           | pod Suchým vrchom      |                   | 0930             | ↑↓Sliezsky dom         |
| 3,8           | 1:25    | 1 700           | pod Suchým vrchom      | ↑Batizovské pleso | 0930             |                        |